# 18.ª edición de los Premios Grammy
La 18.ª edición de los Premios Grammy se celebró el 28 de febrero de 1976 en el Hollywood Palladium de Los Ángeles, en reconocimiento a los logros discográficos alcanzados por los artistas musicales durante el año anterior. El evento fue presentado por Andy Williams y fue televisado en directo en Estados Unidos por CBS.
Esta edición incorporó por primera vez la categoría de premio a la mejor grabación latina.

## Ganadores

### Generales
- Grabación del año
  - Daryl Dragon (productor) & Captain & Tennille (intérprete) por "Love Will Keep Us Together"
- Álbum del año
  - Phil Ramone (productor) & Paul Simon (productor e intérprete) por Still Crazy After All These Years
- Canción del año
  - Stephen Sondheim (compositor); Judy Collins (intérprete) por "Send In the Clowns"
- Mejor artista novel
  - Natalie Cole

### Clásica
- Mejor interpretación clásica - Orquesta
  - Pierre Boulez (director), Camarata Singers & New York Philharmonic por Ravel: Daphnis et Chloé (Complete Ballet)
- Mejor interpretación clásica vocal
  - Janet Baker por Mahler: Kindertotenlieder
- Mejor grabación de ópera
  - Erik Smith (productor), Colin Davis (director), Richard van Allan, Janet Baker, Montserrat Caballe, Ileana Contrubas, Vladimiro Ganzarolli, Nicolai Gedda & Royal Opera House Orchestra por Mozart: Così fan tutte
- Mejor interpretación coral (que no sea ópera)
  - Michael Tilson Thomas (director), Robert Page (director de coro), Cleveland Boys Choir & Cleveland Orchestra Chorus por Orff: Carmina Burana
- Mejor interpretación clásica - Solista o solistas instrumentales (con orquesta)
  - Rafael Frühbeck de Burgos (director), Alicia de Larrocha & London Philharmonic por Ravel: Concerto for Left Hand and Concerto for Piano in G / Fauré: Fantaisie for Piano and Orchestra
- Mejor interpretación clásica - Solista o solistas instrumentales (sin orquesta)
  - Nathan Milstein por Bach: Sonatas and Partitas for Violin Unaccompanied
- Mejor interpretación de música de cámara
  - Pierre Fournier, Arthur Rubinstein & Henryk Szeryng por Schubert: Trios Nos. 1 in B Flat, Op. 99 and 2 in E Flat, Op. 100 (Piano Trios)
- Álbum del año, Clásica
  - Raymond Minshull (productor), Georg Solti (director) & Chicago Symphony Orchestra por Beethoven: Symphonies (9) Complete

### Comedia
- Mejor grabación de comedia
  - Richard Pryor por Is It Something I Said?

### Composición y arreglos
- Mejor composición instrumental
  - Chuck Mangione (intérprete) por Bellavia
- Mejor banda sonora original de película o especial de televisión
  - John Williams (compositor) por Jaws
- Mejor arreglo instrumental
  - Pete Carpenter & Mike Post (arreglistas); Mike Post (intérprete) por "The Rockford Files"
- Mejor arreglo de acompañamiento para vocalista(s)
  - Ray Stevens (arreglista) por "Misty"

### Country
- Mejor interpretación vocal country, femenina
  - Linda Ronstadt por "I Can't Help It (If I'm Still in Love With You)"
- Mejor interpretación vocal country, masculina
  - Willie Nelson por "Blue Eyes Crying in the Rain"
- Mejor interpretación country, duo o grupo
  - Rita Coolidge & Kris Kristofferson por "Lover Please"
- Mejor interpretación instrumental country
  - Chet Atkins por "The Entertainer"
- Mejor canción country
  - Larry Butler & Chips Moman (compositores); B. J. Thomas (intérprete) por "(Hey Won't You Play) Another Somebody Done Somebody Wrong Song"

### Espectáculo musical
- Mejor álbum de espectáculo con reparto original
  - Charlie Smalls (compositor), Jerry Wexler (productor) & el reparto original con Stephanie Mills & Dee Dee Bridgewater por The Wiz

### Folk
- Mejor grabación étnica o tradicional
  - Muddy Waters por The Muddy Waters Woodstock Album

### Gospel
- Mejor interpretación gospel (que no sea gospel soul)
  - The Imperials por No Shortage
- Mejor interpretación gospel soul
  - Andrae Crouch & the Disciples por Take Me Back
- Mejor interpretación inspiracional
  - The Bill Gaither Trio por Jesus, We Just Want to Thank You

### Hablado
- Mejor grabación hablada
  - James Whitmore por Give 'em Hell, Harry!

### Infantil
- Mejor grabación para niños
  - Richard Burton por The Little Prince

### Jazz
- Mejor interpretación jazz de solista
  - Dizzy Gillespie por Oscar Peterson and Dizzy Gillespie
- Mejor interpretación jazz de grupo
  - Chick Corea & Return to Forever por No Mystery
- Mejor interpretación jazz de big band
  - Michel Legrand & Phil Woods por Images

### Latina
- Mejor grabación latina
  - Eddie Palmieri por Sun of Latin Music